# ASD Città di Gallipoli
ASD Città di Gallipoli ist ein italienischer Fußballclub aus Gallipoli, einer Stadt aus der Region Apulien. Die Vereinsfarben sind Gelb und Rot. Als Stadion dient dem Verein das Stadio Antonio Bianco, es bietet Platz für 6.000 Zuschauer.

## Geschichte
Der Verein wurde 1999 als Associazione Calcio Gallipoli gegründet, um die Provinz Lecce und die Stadt Gallipoli zu vertreten.
Im Jahr 2004 gelang dem AC Gallipoli erstmals der Aufstieg in die Serie D, die fünfthöchste Spielklasse im italienischen Fußball. Im gleichen Jahr änderte der Verein seinen Namen und hieß fortan Gallipoli Calcio. Nachdem in der Premierensaison in der Serie D in der Staffel Puglia der erste Platz belegt wurde, schaffte der Verein den Durchmarsch in die Serie C2. Auch dort wurde die Mannschaft auf Anhieb Erster und qualifizierte sich für die Serie C1. Seine erste Saison in der dritthöchsten italienischen Liga in der Saison 2006/07 beendete das Team auf einem Mittelfeldplatz. Der ehemalige Serie-A-Spieler Dario Bonetti wurde für die Saison 2007/08 als neuer Trainer eingestellt. Er wurde später jedoch wegen Meinungsverschiedenheiten mit dem Vorstand entlassen. Das Team beendete seine zweite Spielzeit in der Serie C1 auf dem dritten Platz in der Tabelle. Der ehemalige AS-Rom-Spieler und italienische Nationalspieler Giuseppe Giannini wurde zur Saison 2008/09 zum neuen Cheftrainer ernannt. Diese Saison endete in dem größten Triumph der Vereinsgeschichte. Die Giallorossi stiegen erstmals in ihrer noch jungen Vereinsgeschichte in die Serie B auf, nachdem der Verein im Girone B der Lega Pro Prima Divisione den ersten Platz vor Benevento Calcio und dem in der Relegation um den Aufstieg gegen Benevento erfolgreichen FC Crotone belegte. Diesen beiden Teams folgten der AC Cesena und Padova Calcio in die Serie B. Da das heimische Stadion zu klein für Zweitligafußball war, zog Gallipoli für die Serie B-Spielzeit ins Stadio Via del Mare im nahegelegenen Lecce um, das Platz bietet für gut 33.000 Zuschauer.
In dieser ersten Zweitligasaison startete der Verein zunächst gut. Der Verein schaffte zu Beginn eine große Anzahl von Unentschieden gegen Mannschaften wie US Grosseto, US Sassuolo Calcio, Ascoli Calcio oder den FC Empoli. Doch in der zweiten Halbserie verlor das Team an Boden. Man kassierte reihenweise regelrechte „Klatschen“ wie beim 0:5 gegen Vicenza Calcio oder beim 1:5 gegen UC AlbinoLeffe und stellte schließlich die zweitschlechteste Abwehr der Liga. Am Ende der Saison belegte Gallipoli Calcio den vorletzten Tabellenrang und musste genauso wie Salernitana Calcio, AC Mantova und AC Ancona den Gang in die Lega Pro Prima Divisione antreten. Für die dritte Liga erhielt man allerdings keine Lizenz und startete nach einer Neugründung zur Saison 2010/11 wurde der Verein in Gallipoli Football 1909 umbenannt. Heute heißt das team ASD Città di Gallipoli und spielt in der meisterschaft der Serie D.

## Erfolge
- 1. Platz Lega Pro Prima Divisione 2008/09
- Supercoppa di Lega di Prima Divisione 2009
- 1. Platz Serie C2 2005/06
- Sieger Coppa Italia Lega Pro 2006

## Trainer
- Giuseppe Giannini (2008–2010)